# José Victorio López
José Victorio López fue un militar argentino, gobernador de la provincia de Córdoba.

## Biografía
Nació en la capital de dicha provincia, y fueron sus padres Manuel López y María de los Santos Arias. Actuó en la milicia desde su juventud.
En 1843, la Sala de Representantes lo ascendió al grado de sargento mayor de caballería. El poder ejecutivo (encabezado por su padre) rehusó esto, pero sin modificar la medida.
Luego, si bien comandaba el Escuadrón López en el sur provincial, renunció, argumentando que, dada su edad, no poseía práctica en los ejercicios militares. La Legislatura respondió ascendiéndolo a teniente coronel.
Castigaba severamente a sus subordinados por los delitos que cometían. Su escuadrón fue elevado a la categoría de regimiento y él, fue promovido a coronel, el 21 de junio de 1850. El 10 de agosto de 1851 se casó con Emilia Gordon, hija del Dr Enrique Mackay Gordon.
Tras la batalla de Caseros, el gobernador Manuel López decidió dejar el gobierno, el 16 de abril de 1852. José Victorio López lo sustituyó el 19 de abril. Acorde al momento político, López quiso dar un nuevo rumbo al gobierno, para lo cual nombró al Dr. Alejo C. Guzmán como ministro general.
Producida la revolución del 27 de abril de 1852, que lo despojó del poder y lo reemplazó por Guzmán, intentó escapar hacia el litoral, pero fue capturado y trasladado a Santa Fe.
Después de unos años, regresaría a Córdoba, instalándose en Villa Nueva. Falleció a comienzos de marzo de 1891.